# Мнишек, Николай
Николай Мнишек (ок. 1484—1553) — староста радзынский (с 1534 года), подкоморий надворный коронный (1539), бургграф краковский (1543—1553), родоначальник рода Мнишков в Речи Посполитой.

## Биография
Происходил из имения Velké Kunčice в Тешинской Силезии, тогдашней части монархии Габсбургов (в настоящее время Kończyce Wielkie в Силезском воеводстве Польши). Около 1534 года Николай Мнишек перебрался в Польшу, где стал придворным польского короля Сигизмунда I Старого, который передал ему во владение староство радзынское в Подляшье. С 1537 года советник и придворный молодого короля Сигизмунда Августа, в 1539 году был назначен подкоморием.
В конце жизни Николай Мнишек стал кальвинистом и сторонником реформации, воспитывал в новой религии своих детей, которые после его смерти перешли в римско-католическую веру.

## Семья
До 1540 года Николай Мнишек женился на Барбаре Каменецкой (ум. ок. 1569), дочери гетмана польного коронного и воеводы подольского Мартина Каменецкого (ум. 1530) и Ядвиги Сененской из Олеско (ок. 1500—1558). Дети:
- Ян Мнишек (ок. 1541—1612), староста красноставский, лукувский и ясельский
- Ежи Мнишек (ок. 1548—1613), воевода сандомирский, староста львовский, самборский, сокальский, саноцкий и рогатинский
- Николай Мнишек (ок. 1550—1597), староста лукувский, яселький и отецкий
- Елизавета Мнишек, жена бургграфа краковского Николая Стадницкого
- Барбара Мнишек (ум. 1580), 1-й муж староста горволинский и маршалок дворский Лукаш Нагорский (ум. 1571), 2-й муж маршалок великий коронный Ян Фирлей (1521—1574), 3-й муж каштелян холмский и подскарбий великий коронный Ян Дульский (ум. 1590)